# Museo nazionale di Iksan
Il Museo nazionale di Iksan, già Museo Mireuksaji, è un museo archeologico di Iksan, nella provincia di Jeolla Settentrionale, in Corea del Sud. Sorge fuori all'abitato, accanto al sito del tempio di Mireuksa. Il museo è stato istituito nel 1994 e aperto nel 1997. È divenuto un museo nazionale nel 2015 e l'edificio è stato restaurato l'ultima volta nel 2020.

## Esposizione permanente

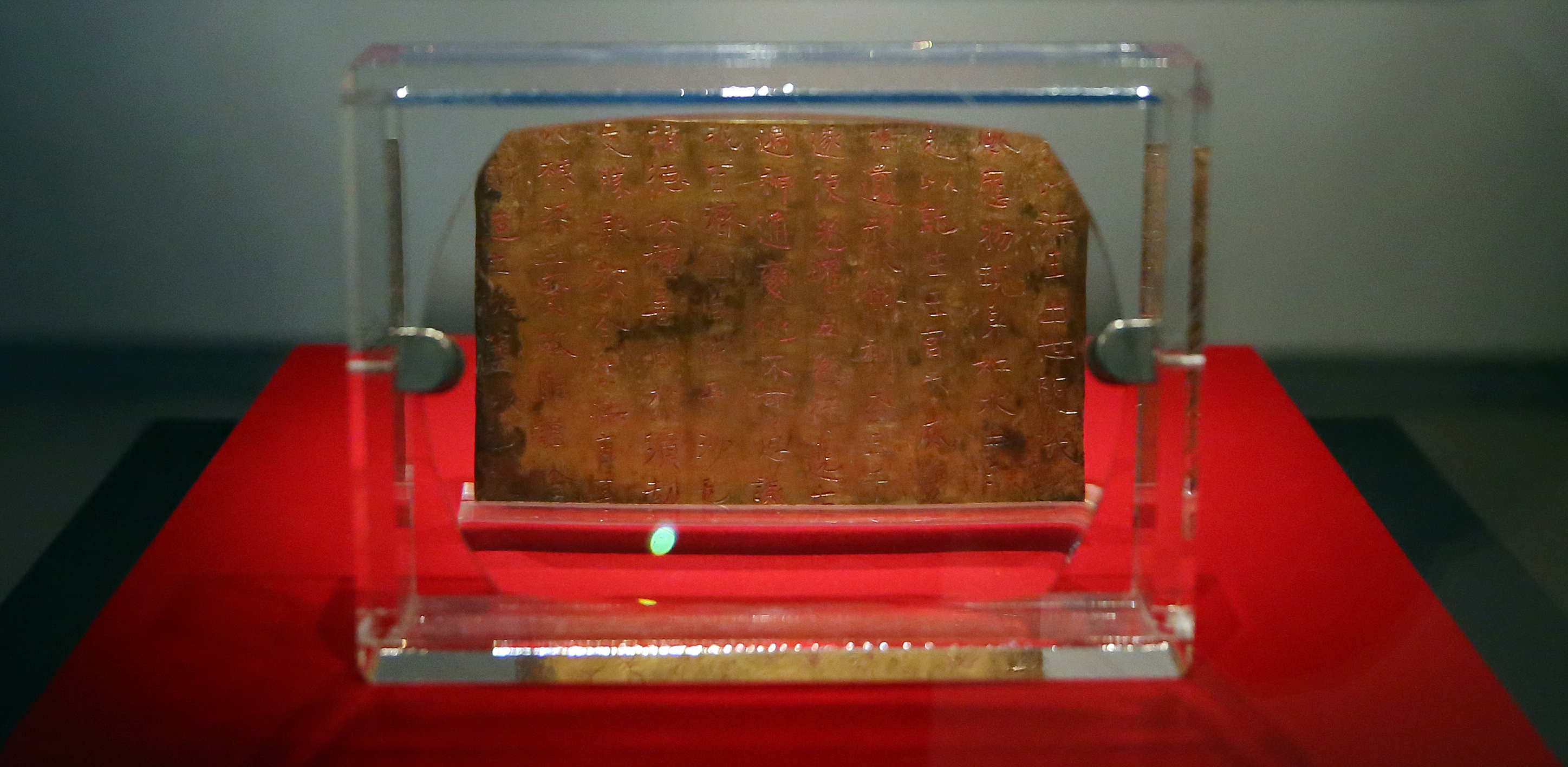
La lastra d'oro con l'iscrizione ritrovata nella pagoda di pietra Mireuksaji.

L'esposizione permanente è organizzata in tre sezioni. La prima riguarda il regno di Baekje, di cui Iksan fu capitale. In questa sezione è esposta una sarira proveniente dal sito archeologico di Wanggung-ri, con la sua cassetta dorata, risalente al regno di Silla. Sempre da questo sito proviene una lastra d'argento che reca inciso il sutra del Diamante. Nella sezione sono esposti anche i resti di un grande sarcofago ligneo del VII secolo, di cui è proposta una ricostruzione a grandezza naturale. Il sarcofago proviene dal sito delle tombe gemelle di Iksan e si pensa che contenesse la salma del re Mu, trentesimo sovrano della dinastia Baekje, regnante dal 600 al 641.
Nella seconda sezione sono esposti reperti provenienti dal tempio di Mireuksa: dei 33 786 reperti ritrovati in loco, 19 345 sono stati affidati al Museo nazionale di Iksan. In particolare il museo espone le reliquie buddhiste (sarira) provenienti dalla pagoda di pietra Mireuksaji. In occasione della ricostruzione della pagoda nel 2009, fu scoperta la sarira, un'ampolla in oro posta all'interno di un'ampolla esterna in bronzo, a sua volta custodita in una cassetta dorata adagiata nella cavità alla base del pilastro centrale della pagoda e avvolta di tessuti di seta con i colori dei quattro punti cardinali. La sarira era rimasta in situ dalla sua deposizione, nel 639. Il preciso contenuto dell'ampolla è ignoto, si pensa che contenga resti di cremazione. Accanto alla sarira era presente una lastra d'oro con un'iscrizione che attribuisce alla regina la costruzione del sito di Mireuksa.
La terza sezione riguarda la storia e la cultura di Iksan dalla preistoria alla storia contemporanea.